# Anoscopus crassus
Anoscopus crassus är en insektsart som beskrevs av Sáringer 1959. Anoscopus crassus ingår i släktet Anoscopus och familjen dvärgstritar. Inga underarter finns listade i Catalogue of Life.